# Yomou
Yomou – miasto w Gwinei (region Nzérékoré). Według danych szacunkowych na rok 2008 liczy 29 138 mieszkańców.